# 제임스 모리슨 (가수)
제임스 모리슨(James Morrison, 1984년 8월 13일 ~ )은 영국 워릭셔주 럭비타운에서 태어난 영국의 싱어송라이터이자 기타리스트이다. 그의 데뷔 싱글 You Give Me Something은 유럽,오스트레일리아,일본등에서 큰 성공을 거두었고 영국과 뉴질랜드 차트에서 5위안에 들었다. 데뷔앨범 Undiscovered는 UK앨범차트에서 1위를 차지했다. 2008년에는 2집 Songs for You, Truths for Me를 발매하여 영국과 아일랜드 앨범 차트에서 5위 내에 드는 성공을 거두었다. Songs for You, Truths for Me는 탑 10싱글 안에 든 You Make It Real과 포르투갈계 캐다나 가수 Nelly Furtado와 작업한 Broken Strings가 포함되어 있다.

## 음반

### 정규 음반
- 《Undiscovered, (2006년, 1집 음반)
- 《Songs for You, Truths for Me》, (2008년, 2집 음반)